# سرپرستار
سرپرستار به فردی گفته می‌شود که وظیفه اداره یک بخش یا یک درمانگاه در بیمارستان را به عهده دارد.

## شرح وظایف
- هدایت کارکنان تحت سرپرستی
- گرفتن تصمیم در مورد تشویق یا تنبیه پرسنل
- شرکت در نشست‌های بیمارستانی به منظور بازگویی مشکلات
- برنامه‌ریزی برای ارتقاء کمی و کیفی خدمات پرستاری و ارزشیابی پی در پی